# Bò trán phẳng
Bò trán phẳng (danh pháp hai phần: Bos planifrons) là một loài bò đã tuyệt chủng, được tìm thấy tại Siwaliks của Ấn Độ và Pakistan. Nó có thể là tổ tiên của bò rừng Ấn Độ (Bos primigenius namadicus). Mẫu vật điển hình của nó là một hộp sọ.